# Op Vlucht (Architektur)
Op Vlucht ist ein Baumerkmal vieler alter Häuser in den Niederlanden.

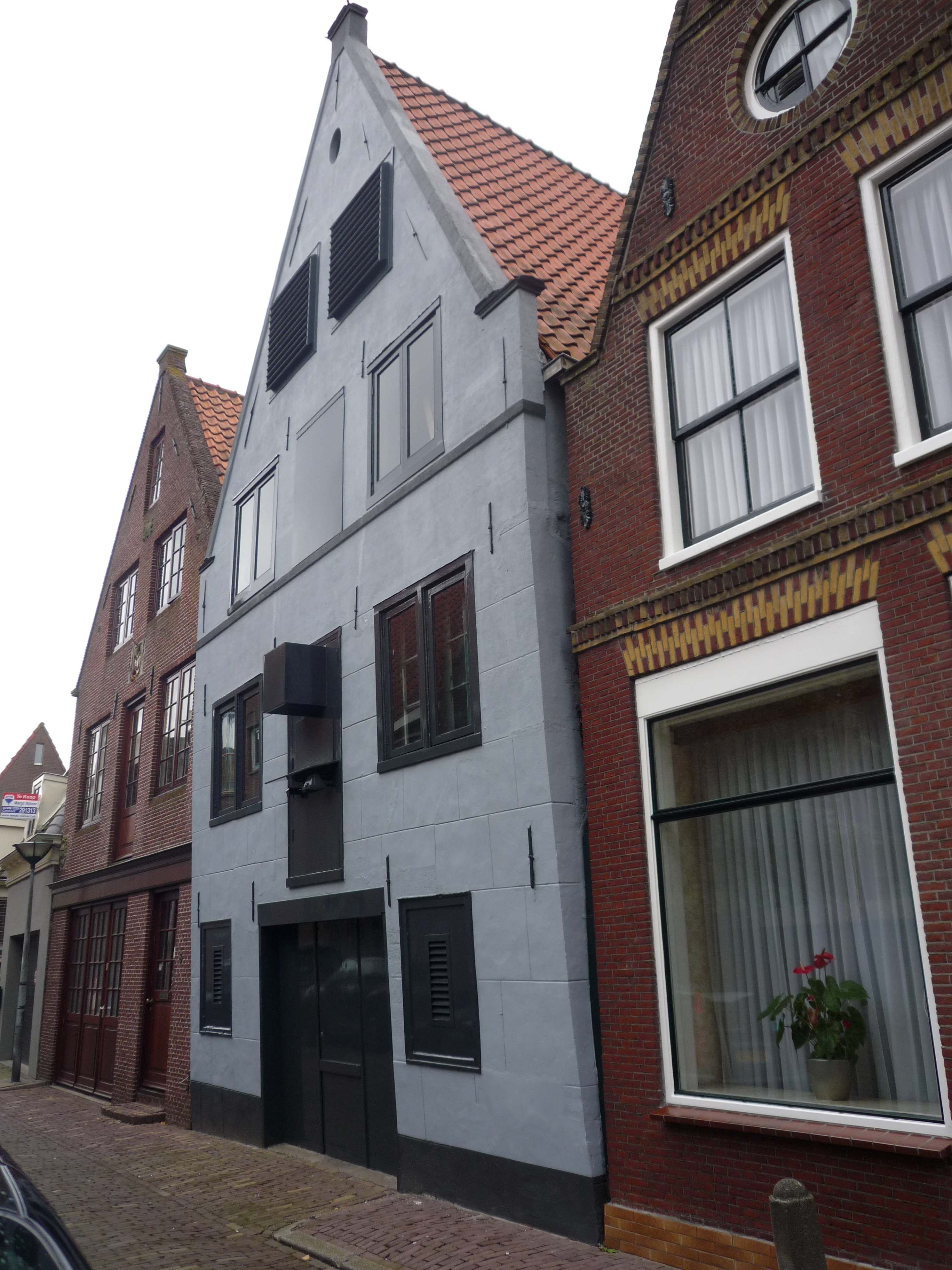
Haus mit op vlucht gebauter Giebelwand in Hoorn

Diese Bauweise mit nach vorn geneigten Giebelwänden war lange Zeit durch städtische Vorschriften geregelt. So war festgelegt, wie weit die Giebelwände geneigt sein durften und dass bei Eckhäusern beide Giebel in dieser Weise ausgeführt werden mussten. Weshalb so gebaut wurde, ist nicht mehr genau nachzuweisen. Als wahrscheinliche Gründe wird angegeben, dass man die Fassade vor Regenwasser schützen wollte, dass das Heraufziehen von Waren in die oberen Stockwerke erleichtert werden sollte oder einfach nur aus ästhetischen Gesichtspunkten, da diese Häuser herrschaftlicher aussahen.
Bis zum Ende des 18. Jahrhunderts war Op Vlucht bauen nichts Außergewöhnliches. Es wird vermutet, dass mit der Auflösung der Gilden durch die Besatzungsmacht Frankreich zu Beginn des 19. Jahrhunderts viel baukundliches Wissen verloren ging und so jahrhundertealte Bauvorschriften verschwanden.
Der Grund dafür in anderen Hansestädten war schlicht und einfach eine Nutzflächenvergrößerung, da Baugrund innerhalb der Stadtmauern stark begrenzt, und damit teuer war. Da es damals noch keinen Stahlbeton gab, konnte man nicht höher bauen. Um dennoch mehr in den Häusern unterbringen zu können, baute man nach oben hin breiter. Das war der Grund für diese Bauweise u. a. in der Hansestadt Minden. Diese Bauweise beeinträchtigt die Stabilität nicht wesentlich, da der Schwerpunkt von oben gesehen innerhalb der Grundmauern bleibt.
Ähnlich dürfte es sich daher wohl auch in Amsterdam zugetragen haben. Es ging dabei demnach ursprünglich nicht um Bauvorschriften, sondern um findige Hausbauer, bzw. Kaufleute. Ein weiterer Aspekt ist die Steuer, bzw. die Abgaben bezüglich der Grundfläche eines Hauses. Die Homogenisierung des Stadtbildes brachte vermutlich diese Vorschrift hervor.